# Hip
Pour les articles homonymes, voir Hip.
 (mars 2024).
Si vous disposez d'ouvrages ou d'articles de référence ou si vous connaissez des sites web de qualité traitant du thème abordé ici, merci de compléter l'article en donnant les références utiles à sa vérifiabilité et en les liant à la section « Notes et références ».
 (mars 2024).
Un hip est une structure de neige utilisée pour le ski freestyle ou le snowboard. Il s'agit d'un tremplin permettant d'effectuer des figures en l'air.

## Description
Le hip est un big air particulier sur lequel le kick est presque vertical. Il est donc quasiment impossible de franchir la table, de ce fait la réception se fait sur l'un des côtés du monticule de neige.
L'inclinaison extrême du kick est très déséquilibrante pour un novice, mais facilite le désaxage de certaines rotations et permet des tricks particulièrement esthétiques. De même, l'atterrissage en angle droit par rapport à la trajectoire de départ est déroutante et oblige à prendre un maximum de vitesse verticale pour pouvoir retomber en angle droit sans continuer sur la trajectoire de départ.
Sur certains hips, la pente de réception n'est taillée que d'un côté, sur d'autres il est possible de choisir son sens de réception. Parfois, une réception est également taillée en bout de hip, ce qui permet de le prendre droit, à la manière d'un big air (à la différence que le kick est très vertical et que le saut doit donc être particulièrement haut pour passer la table). On dit alors que le hip est pris en transfert.